# パブロ・ピニジョス
パブロ・ピニージョス（Pablo Pinillos, 1974年7月9日 - ）は、スペイン・ラ・リオハ州出身の元サッカー選手、現サッカー指導者。現役時代のポジションはディフェンダー（右サイドバック）。

## 経歴
1996年にセグンダ・ディビシオンB（3部）のポンテベドラCFに移籍する前は1日8時間の煉瓦工として働きながらプレーしていた。1997年にデポルティーボ・ラ・コルーニャに移籍したが、2シーズンで7試合しか出場できず、再び下部リーグに活躍の場を求めた。なお、CDトレドやSDコンポステーラでセグンダ・ディビシオンBに3度降格し、レバンテUDでセグンダ・ディビシオン（2部）へ1度の降格を経験しており、SDコンポステーラではセグンダ・ディビション昇格、レバンテUDではプリメーラ・ディビシオン（1部）昇格を経験した。このように、1999年から2005年までの期間は毎シーズン昇降格を繰り返した。レバンテUDに所属していた2005年1月には、練習中に愛車のBMWのガラスを割られ、携帯電話を盗まれる事件に遭った。2004-05シーズンはセグンダ・ディビシオン降格となった。
2005年夏、レバンテUD時代の恩師マヌエル・プレシアード監督が率いるラシン・サンタンデールに移籍。守備陣に不可欠な選手となり、キャプテンも任された。2007-08シーズンにはリーグ戦でディフェンダー最多の32試合（2716分）に出場し、6位となって歴史的なUEFAカップの出場権獲得に携わった。2008-09シーズン、34歳のピニージョスはリーグ戦で29試合に出場し、UEFAカップでは3試合に出場した。2009年4月のアスレティック・ビルバオ戦(1-2)でプリメーラ・ディビション初得点となるPKを決めた。2009-10シーズンは23試合に出場し、2010-11シーズンはリーグ戦20試合に出場（先発は19試合）した。2010年9月23日のセビージャFC戦(1-1)では開幕から3連勝の相手に対して引き分けに持ち込む同点弾を決め、2011年2月のヘタフェCF戦(1-0)では決勝点となるPKを決めた。ラシン・サンタンデールでは6シーズンで公式戦通算189試合に出場し、全クラブ通算ではプリメーラ・ディビシオンとセグンダ・ディビシオン合わせて354試合に出場した。2011年7月上旬、37歳にして現役引退を発表し、同時にラシン・サンタンデールのコーチ就任を発表した。

## 所属クラブ
- 1995-1996  CDカラオーラ
- 1996-1997  ポンテベドラCF
- 1997-1999  デポルティーボ・ラ・コルーニャB
- 1997-1999  デポルティーボ・ラ・コルーニャ
- 1999-2000  CDトレド
- 2000-2003  SDコンポステーラ
- 2003-2005  レバンテUD
- 2005-2011  ラシン・サンタンデール